# 2011 ES4
2011 ES4 (также 2011 ES4) — околоземный астероид группы Аполлон диаметром ~25—49 метров. Он был обнаружен 2 марта 2011 года, когда находился на расстоянии около 0,054 а.е. (8,1 млн км) от Земли и имел солнечную элонгацию, составляющую 159 градусов. Сближение с Землёй прошло 13 марта 2011 года и 1 сентября 2020 года, пройдя в пределах одного лунного расстояния от Земли. Астероид имеет короткую дугу наблюдения, составляющую 4 дня, и не наблюдался с марта 2011 года.

## Описание
Астероид 2011 ES4 является частью группы астероидов Аполлон, которые часто пролетают вблизи Земли и даже пересекают её орбиту. В августе 2020 года было зафиксировано 80 сближений (максимальное — менее 8000 км) разных объектов с Землёй, и лишь 10 из этих объектов были обнаружены с 2007 по 2018 годы.
Эксцентриситет орбиты этого астероида составляет 0,243, абсолютная звёздная величина — 25,7. Минимальное расстояние пересечения орбиты (MOID) Земли — 0,0004 а.е. (60 000 км), Юпитера — 3,6 а.е.; инвариант Тиссерана Юпитера T_jup — 5,659.
Как и все астероиды, эти астероиды группы Аполлон образованы из первозданной солнечной туманности в межпланетном пространстве или мелких объектов молодой солнечной туманности, которые недостаточно велики, чтобы превратиться в планеты.
Один оборот вокруг Солнца астероидом совершается за 416 земных дней или 1,14 земных года, его расстояние от Солнца варьируется от 203 до 124 млн км. Центром малых планет было записано 44 наблюдения объекта, по ним была определена орбита, которая имеет схожие характеристики с другими объектами: (1865) Цербер (1971 UA), (5786) Талос (1991 RC), (11500) Томайёвит (1989 UR).
Эпоха — JD 2458600.5, гелиоцентрическая эклиптика — J2000.

## Наблюдение

### 2019
Наблюдения NEODyS и JPL Horizons показали, что астероид приближался к противостоянию (положение напротив Солнца в небе) примерно 8—13 декабря 2019 года с видимой величиной 24,8. (Звёздная величина 24,8 примерно в 30 раз слабее, чем более распространённая величина 21, обнаруженная автоматическими съёмками объектов, сближающихся с Землёй). Во время противостояния неопределённость положения астероида в небе охватила около 3,8 градуса неба.

### 2020
1 сентября 2020 года астероид прошёл около 0,0008 а.е. (120 000 км) от Земли со скоростью 8 км в секунду, но мог пролететь на расстоянии 0,11 а.е. (16 млн км). Сопротивление со стороны Солнца ожидалось не раньше середины сентября. Риск столкновения в 2020 году отсутствовал, потому что линия изменения не проходила там, где Земля. JPL Horizons прогнозировал, что астероид может скрыть солнечный свет за несколько часов до максимального сближения. По наблюдениям NEODyS не ожидалось, что астероид будет находиться более чем на 50 градусов от Солнца до 21 августа или станет ярче 24-й звёздной величины до 31 августа, при этом максимальное сближение произошло 5 сентября 2020 года.

### 2055
Таблица рисков Sentry с короткой четырёхдневной дугой наблюдения показывает приблизительно 1 из 71000 шанс столкновения астероида с Землёй 2 сентября 2055 года. Номинальное расстояние до Земли от JPL Horizons 2 сентября 2055 года составило 0,7 а.е. (100 млн км) с погрешностью 3-сигма ± 3 × 1012 км (из-за короткой четырёхдневной дуги наблюдений между 2011 и 2055 годами область неопределённости вырастает и охватывает всю орбиту, поэтому астероид может находиться на любой из многочисленных орбит). NEODyS показало номинальное расстояние от Земли 2 сентября 2055 года в 1,9 а.е. (280 млн км).